# Aquelarre de Cervera
L'Aquelarre de Cervera és una festa tradicional celebrada a Cervera (la Segarra) l'últim cap de setmana d'agost des de 1978. Cervera s'omple de correfocs, espectacles, màgia, esoterisme i bruixes. Els seus protagonistes són el Mascle Cabró i les seves dames, les bruixes. A més, els dies de l'Aquelarre s'organitzen activitats paral·leles com la Fira del Gran Boc, on s'ofereixen productes esotèrics i naturistes, o l'Aquerralet infantil, on els més petits fan una cercavila pels carrers centrals de Cervera amb disfresses fetes per ells mateixos.
L'edició de 2025 es durà a terme del 29 al 31 d'agost.

## Història
L'origen de la festa es remunta a l'any 1978, moment en el qual l'Assemblea de Joves de Cervera va tenir problemes a l'hora de poder participar en l'organització de la festa de barri de Sant Joan i va ser llavors que van decidir que buscarien un bon emplaçament i crearien una festa nova. El lloc escollit va ser el Carreró de les Bruixes, i el nom definitiu va sorgir per una simple associació d'idees: una reunió de bruixes.
A principis de la dècada dels vuitanta, el grup d'animació La Matraca assumeix la gestió de la festa. Sota la seva direcció es crea la figura del Mascle Cabró i es desenvolupa una nova cercavila pel centre de la ciutat, des de la Universitat fins a la Plaça Major. A partir de 1985, moment en el qual la festa agafa rellevància, la Paeria de Cervera comença a encarregar-se de la gestió de l'Aquelarre juntament amb les entitats culturals de la ciutat. S'introdueix l'Escorreguda del Mascle Cabró dins la cercavila.
No fou fins a l'any 1998 que es creen dos pilars fonamentals de la festa: La Fira del Gran Boc i l'Aquelarret.

## Programació
Tot i que la festa de l'Aquelarre es du a terme el darrer cap de setmana d'agost, les entitats i organitzacions de la ciutat programen celebracions paral·leles durant la resta de la setmana, i divendres es dona el tret de sortida a la festa oficial amb la trobada de bestiari de Cervera i de les viles convidades.

### Dimecres de Cendra
El Dimecres de Cendra és una celebració que recupera la ubicació inicial de l'Aquelarre al Carreró de les Bruixes i als seus voltants, incloent-hi espais com la plaça Sant Bernat i la costa del Pardal. Durant la nit es duen a terme activitats en els diferents espais i cellers de la zona. L'organització va a càrrec de l'Associació Cultural Dimecres de Cendra (ACDC).

### Dijous Gras
Durant el quart dia de la setmana de l'Aquelarre se celebra el Dijous Gras, una cercavila nocturna que posa èmfasi en la reivindicació feminista i la defensa de la llengua i on participen les dones de diverses entitats locals. Durant la matinada, es realitzen concerts i sessions de discjòqueis a la plaça del Fossar.
Va començar l'any 2003 sota el nom d'Aquelarre Pubs i ha evolucionat any rere any fins a esdevenir la celebració actual, amb una participació exclusiva de dones des de 2007.
Fruit d'aquesta festa s'ha creat el Capgròs d'en Fabià Pont i Pedrós, un destacat activista cultural, polític i social de Cervera que morí l'any 2014, i La Miliciana, una víbria amb el cap de lleona i cos de dona que simbolitza les lluitadores antifeixistes i feministes de la Guerra Civil espanyola. Tots dos projectes s'han finançat amb campanyes de micromecenatge a la plataforma Verkami.

### Divendres d'Aquelarre
Els actes oficials de l'Aquelarre comencen divendres amb la trobada de bestiari a la plaça de la Universitat i la cercavila pels carrers del centre de la ciutat per part de les colles locals i d'altres municipis convidades.
Des de 2005, el Divendres d'Aquelarre també inclou un espectacle de percussió a càrrec del grup femení Band Tokades, format per una vintena de joves de Cervera i rodalia. Aquesta actuació, que es realitza després de mitjanit, és coneguda per la seva originalitat i temàtica feminista.

### Dissabte d'Aquelarre

##### Aquelarret
El dissabte a la tarda es du a terme l'Aquelarret, on els grups infantils i juvenils de cultura popular de Cervera, juntament amb colles de foc convidades, recorren els carrers fins a la Plaça Magdalena de Montclar. Allà, es realitzen rituals i balls, culminant amb una escumada que tanca la festa infantil.

##### Encesa de la Universitat[calcitació]
La nit és la part àlgida de la festa i es construeix entorn d'una història diferent cada any, que gira al voltant de figures mitològiques o llegendàries. Aquestes narracions s'utilitzen com a fil conductor per a tots els actes que tenen lloc durant la nit.
La celebració comença a les 23 hores amb l'Encesa de la Universitat, un espectacle de foc i pirotècnia que il·lumina la façana de l'edifici i la zona del públic, situada a la plaça de la Universitat. A continuació s'inicia la Baixada a Cal Racó, una cercavila amb la participació de diferents entitats de la ciutat i dels municipis convidats.

##### Actes a Cal Racó
Poc després de mitjanit, la cercavila arriba a Cal Racó i s'inicia el Ball de la Polla, protagonitzat pel Ball de Diables de Cervera Carranquers. A les dues, es realitza la invocació i aparició del Mascle Cabró, la figura emblemàtica de la festa, seguida d'actuacions del ball de diables. Finalment, a les quatre de la matinada, es culmina la celebració amb l’escorreguda del Mascle Cabró i el Foqueral, on el foc torna a ser el protagonista.

## Fira del Gran Boc

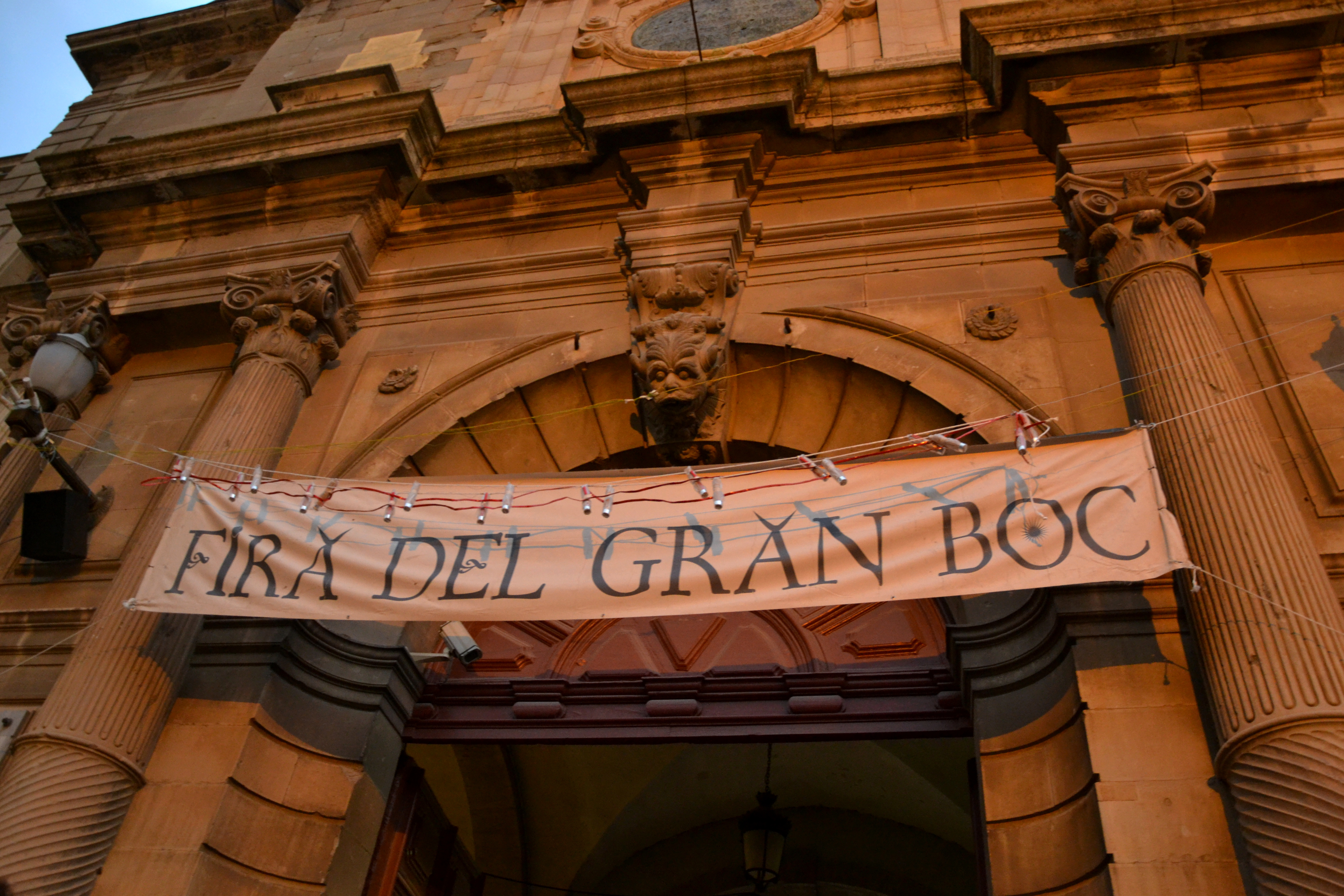
Entrada de la Universitat amb el cartell de la fira.

Durant els tres dies de l'Aquelarre se celebra la Fira del Gran Boc, on es reuneixen comerciants i conferenciants esotèrics, artesans i tèxtils. També acull parades gastronòmiques, tallers, espectacles i teràpies alternatives. La Fira es du a terme a l'interior de l'edifici de la Universitat.

## Aquelarret
L’Aquelarret és la cercavila infantil i forma part dels actes oficials des del 1998. El dissabte a la tarda la cercavila surt de la plaça Universitat i arriba a la plaça Magdalena de Montclar, on l'Astarot Júnior rep els nens, amb lluïment dels diferents grups infantils i escumada final. El 2022 van ser les diablesses Sucbe i Lilath les que van rebre la comitiva.